# Lindsaea oxyphylla
Lindsaea oxyphylla är en ormbunkeart som beskrevs av Bak. Lindsaea oxyphylla ingår i släktet Lindsaea och familjen Lindsaeaceae. Inga underarter finns listade.